# Goffredo (arcivescovo di York)
Goffredo, arcivescovo di York (1152 circa – Normandia, 12 dicembre 1212), è stato un arcivescovo cattolico inglese figlio illegittimo di Enrico II d'Inghilterra. Dopo aver avuto diversi incarichi minori venne eletto vescovo nel 1173 anche se non fu ordinato prete prima del 1189.

## La cotta
Goffredo nacque attorno al 1152 da Enrico II d'Inghilterra, allora ancora principe, e da una donna che pare si chiamasse Ykenai. Il nome Goffredo probabilmente viene dal nonno paterno, Goffredo V d'Angiò fondatore della dinastia dei Plantageneti insieme alla moglie Matilde d'Inghilterra (1102-1167). La sua data di nascita è ricavata dalle cronache di Giraldus Cambrensis, che afferma che Goffredo era a malapena ventenne quando venne nominato vescovo e poco meno che quarantenne alla nomina di arcivescovo. Della madre, come detto, si conosce a malapena il nome e alcuni come Walter Map, un contemporaneo, sostengono che fosse una prostituta ed altri invece che fosse la figlia di un cavaliere. L'altra donna che potrebbe essere sua madre è Rosamund Clifford, ma non si sono mai trovate prove concrete. Sia come sia Goffredo fu il figlio più vecchio di Enrico e crebbe insieme ai suoi fratelli legittimi e sembra che Enrico non abbia mai tentato di negare la propria paternità, le cronache riportano di un fratellastro per via materna, un tale Peter, che non viene però considerato come figlio anche di Enrico.
Goffredo venne avviato presto alla carriera ecclesiastica, nel settembre 1171 venne infatti nominato arcidiacono a Lincoln dove rimase probabilmente fino al 1175 anno in cui divenne vescovo. In aggiunta a questo ebbe in dono i benefici di una Prebenda, sempre a Lincoln, che veniva da terre di proprietà della cattedrale, anche se ci sono poche prove che dimostrino che si sia occupato anche di quest'incarico. Sul fronte dell'istruzione gli venne fatto studiare il diritto canonico a Northampton e nei primi anni del 1170 andò a Parigi per insegnare, in quello stesso periodo servì come giudice-papale-delegato. All'inizio Papa Alessandro III si dimostrò piuttosto restio a confermare a Goffredo il vescovado di Lincoln nel maggio del 1173 e così egli si recò a Roma nell'ottobre dell'anno seguente per tentare di assicurarsi il posto. Goffredo fu consacrato vescovo nel luglio del 1175 anche se non era stato ancora ordinato essendo sotto l'età minima per accedere al vescovado. È possibile che fosse per via della sua giovane età che Alessandro III manifestava una certa resistenza e la successiva nomina di Goffredo potrebbe essere derivata dalla pressione cui venne sottoposto il pontefice. Altro problema fu la sua illegittimità, infatti normalmente i bastardi non potevano aspirare ad alte cariche ecclesiali, da cui erano esclusi, e per ovviare a questo problema ci volle una dispensa papale. Fra il 1173 ed il 1174 suo padre vide tre dei suoi figli legittimi, Enrico il giovane, Riccardo I d'Inghilterra e Goffredo II di Bretagna rivoltarsi contro di lui a proposito di un accordo matrimoniale stipulato con l'allora bambino Giovanni Senza Terra ed Alice di Savoia. Questo contratto avrebbe previsto il dono agli sposi di tre castelli in Francia che erano stati promessi a Goffredo II, Enrico il Giovane quindi si ribellò e, forte dell'appoggio della madre, iniziò una guerra contro il padre che giunse anche in Inghilterra. Lì Goffredo combatté dalla parte del padre contro i fratellastri e gli scozzesi, che si erano uniti a loro, ne risultò una sconfitta per i giovani principi e la cattura per Guglielmo I di Scozia e uno dei pochi vescovi che si era ribellato al re, Ugo Puiset vescovo di Durham, fu obbligato a rinnovargli la propria fedeltà.
Una volta archiviata la guerra, durante la quale conquistò anche diversi castelli, e una volta ordinato vescovo, Goffredo partì per Tours, dove probabilmente conobbe Pierre de Blois (1135 circa-1203 circa), un poeta medioevale che gli dedicò un'opera su Vilfrido di York. Una volta divenuto vescovo Goffredo donò alla cattedrale di Lincoln, fra le altre cose, due grandi campane, ma i suoi doveri ecclesiali erano portati avanti da Adam Parvipontanus, vescovo di Saint Asaph poiché il fatto di non essere stato ancora ordinato gli impediva di svolgere le proprie funzioni. Non potendo fare l'uomo di chiesa Goffredo si impegnò negli affari rientrando in possesso di alcune terre che erano state perse dalla diocesi, che in questo senso ci guadagnò, d'altro canto nel 1180 la tassò così pesantemente da guadagnarsi un rimprovero da parte del padre. Nel settembre del 1181 ad Alessandro III succedette papa Lucio III, che disse a Goffredo di risolvere il problema dell'ordinazione, che non era ancora avvenuta, o facendosi consacrare o rimettendo la carica.

## Ritorno al laicato
Goffredo il 6 gennaio 1182 lasciò il vescovado, scegliendo di tornare al laicato piuttosto che obbedire a Lucio III. Enrico II lo aveva precedentemente nominato Lord cancelliere, poiché Goffredo gli aveva preannunciato la propria intenzione, nonostante questo Goffredo continuò a mantenere più d'un Beneficio ecclesiastico, pratica di fatto contraria alle leggi di diritto canonico. Oltre ai due Arcidiaconati che continuava a detenere Goffredo ricevette dal padre anche due castelli, uno in Angiò ed uno in Normandia, oltre a diverse terre in Inghilterra che fruttavano circa 1.000 £ l'anno. Della carica di cancelliere di Goffredo rimase poca traccia, venne citato in qualche documento fra il 1182 ed il 1185 e quasi per nulla dopo quella data fino al 1187, è possibile che in quegli anni fosse andato a vivere fuori dai domini paterni. Peter di Blois scrisse che diversi monarchi considerarono Goffredo come genero e quindi spesso come loro successore in regni che andavano dall'Italia alla Terra santa e che Eraclio di Cesarea gli avesse addirittura offerto il trono. È possibile che negli anni in cui la sua presenza non venne registrata in patria fosse da imputare al suo tentativo di portare a termini simili ambiziosi progetti.
Il 1187 vide riaccendersi le lotte famigliari, Riccardo I d'Inghilterra attaccò nuovamente il padre con il supporto, e l'istigazione, di Filippo II di Francia che vedeva l'opportunità di appropriarsi dei possedimenti inglesi in Francia, e a Goffredo venne dato il comando di un'armata. Dopo aver subito diverse sconfitte Enrico morì il 6 luglio 1189 a Chinon e Goffredo fu l'unico dei suoi figli ad essere presente ed a scortarlo all'abbazia di Fontevraud-l'Abbaye dove venne sepolto.

## La cotta infilata a forza
Al trono salì Riccardo I d'Inghilterra, il fratello maggiore Enrico il Giovane era morto l'11 giugno 1183, e quasi subito provvide a nominare Goffredo arcivescovo di York, come per altro era desiderio del loro padre, con una cerimonia avvenuta il 20 luglio. Sul comportamento di Goffredo le fonti contemporanee sono discordi, Giraldus Cambrensis scrisse di una certa riluttanza nell'accettare l'incarico, Benedict di Peterborough (morto nel 1194) invece affermò che prese l'arcivescovado rapidamente e ne conquistò presto il controllo. Sia come sia rimaneva ancora un problema, la sua mancata ordinazione che avvenne solo molto più tardi, ovviamente, in tutto questo, Goffredo rinunciò alla carica di Cancelliere tornando a tutti gli effetti ad essere un uomo di Chiesa. Curiosamente, per altro, il capitolo della cattedrale di York aveva eletto da poco il proprio arcivescovo trovandolo nella persona del decano Hubert Walter.
È possibile che Riccardo avesse offerto a Goffredo l'arcivescovado nella speranza che, facendolo diventare un chierico, si scongiurasse ogni sua pretesa al trono, tanto che gli fece giurare di non restare in Inghilterra per i tre anni in cui egli stesso sarebbe stato assente per le Crociate. Una volta che Goffredo ebbe giurato Riccardo lo liberò dall'impegno, facendo pensare che fosse solo un modo per verificare le reali ambizioni del fratellastro. Tuttavia il capitolo di York non sembrava ben disposto a scendere a patti con il re che si trovò conto anche la madre Eleonora d'Aquitania, che le cronache del tempo riportano come ostile a Goffredo, Riccardo decise quindi di confiscare le proprietà della cattedrale fino a che l'elezione del fratellastro non sarebbe andata a sostituire quella di Walter. Alla fine il sovrano la spuntò con l'elezione di Goffredo avvenuta il 16 settembre 1189 e con la nomina di altre tre uomini voluti da lui, Henry Marshal (1150-1206) come decano, Burchard du Puiset come tesoriere e Roger di Londra. A quel punto fu Goffredo ad avere da dire e Riccardo confiscò le sue di proprietà che gli vennero restituite solo quando acconsentì a farsi ordinare sacerdote. La consacrazione di Goffredo avvenne il 23 settembre, a Southwell (Nottinghamshire), ma fino a che non giunse la ratifica papale del proprio status rifiutò di far insediare gli uomini messigli al fianco dal fratellastro. Alla fine il documento del pontefice giunse per mano del legato papale mentre Goffredo stava accompagnando Guglielmo I di Scozia dalla Scozia a Canterbury nel dicembre successivo.

## Lotte di potere all'ombra della cattedrale
Dopo essere stato ordinato sacerdote Goffredo venne consacrato a vescovo soltanto il 18 agosto 1191 dall'Arcivescovo di Tours e in quell'occasione gli venne imposto il pallio metropolitico. Mentre tornava dalla Francia per insediarsi a York venne fermato dagli uomini del cancelliere Guglielmo di Longchamp al Priorato di Dover e da loro venne tratto in arresto ed imprigionato al castello di Dover. L'accusa che gli venne mossa fu quella di non aver giurato, formalmente, la propria fedeltà a Riccardo, ma gli storici ritengono che stesse soltanto cercando di liberarsi di un potenziale rivale, poiché la carriera di Longchamp a corte era dipesa, in larga misura, dai favori regali che gli erano stati concessi. Un'altra motivazione al suo arresto fu che i vescovi inglesi si erano appellati al papa perché la consacrazione di Goffredo non era avvenuta, come da tradizione, per mano dell'Arcivescovo di Canterbury e Longchamp poté quindi sostenere di stare agendo, credendo in buona fede, di compiere il loro desiderio. Tuttavia il trattamento tributatogli daglui agenti del cancelliere presto suscitò un'ondata di proteste che si abbatté contro Longchamp e che non tenne in nessun conto le sue proteste, secondo le quali i suoi uomini avevano peccato di eccessivo zelo. Alla fine Goffredo venne liberato e partecipò ad un concilio da cui scaturì la scomunica di Longchamp e la revoca del suo incarico come cancelliere e Ugo di Lincoln, vescovo di Lincoln, scomunicò anche coloro che avevano trascinato Goffredo a forza fuori dal santuario ove aveva trovato rifugio. Alla fine Goffredo si insediò a York il 1º novembre 1191.
Mentre ancora finivano di consumarsi gli echi di questa storia Goffredo entrò in disputa con Ugo Puiset e la questione continuò per anni producendo diversi appelli sia al re che al pontefice. La diocesi di York era stata vacante per anni e Ugo, che sovrintendeva alla diocesi di Durham, aveva iniziato ad estendere la propria autorità anche a quella di York. Quando Goffredo si fu insediato convocò Puiset in un Concilio, nel tardo settembre del 1191, dove lo accusò di varie irregolarità. Questi si difese appellandosi a Roma e il suo rifiuto di comparire al sinodo convocato da Goffredo gli costò una scomunica per mano di Goffredo stesso. L'anno seguente sia Eleonora d'Aquitania che Hubert Walter tentarono di portare la pace fra i due, ma se l'uno pretendeva una dichiarazione di obbedienza, l'altro sosteneva che non l'avrebbe fatto finché non fosse stato ammessa l'insensantezza della sua scomunica. La cosa si risolse solo nel 1192 quando il pontefice riuscì a far riconoscere a Ugo la supremazia di Goffredo sulla diocesi di Durham.
Goffredo, che non doveva avere un carattere docile, trovò il modo di litigare anche con l'Arcivescovo di Canterbury con la richiesta di avere una propria croce che lo precedesse, andando così a sottintendere che la propria diocesi fosse, se non più alta, almeno in pari grado con quella di Canterbury. A seguito di questa rivalità Goffredo iniziò a definire se stesso "Primate d'Inghilterra" in contrasto con la definizione dell'Arcivescovo di Canterbury che era, per tradizione, "Primate di tutta l'Inghilterra". Più tardi cercò di sottomettere alla propria autorità anche il priorato femminile di Clementhorpe, a Godstow, e la badessa dovette appellarsi al papa e questa volta Goffredo non ne uscì vincitore.
Papa Celestino III non amava Goffredo e per questo investì Walter di una legazione che includeva anche i domini dell'Arcivescovo di York, la procedura in sé era del tutto nuova, ma a Goffredo non restò che sottomettersi al di là dei guai che questo poteva causargli. All'interno della propria diocesi i problemi con Henry Marshal, Roger di Londra e Burchard du Puiset abbondavano e si erano dimostrati fortemente contrari a che il tesoro della cattedrale fosse stato investito in larga parte nel riscatto occorrente per la liberazione di Riccardo. Questi mossero contro Goffredo accuse di simonia, negligenza dei propri doveri ed estorsione ed egli in risposta li scomunicò diverse volte e arrivò anche ad imprigionarli. Altri problemi vennero con la nomina a decano, la sua prima scelta fu il fratellastro Pietro, ma non riuscì a spuntarla, la seconda, Simone di Apulia (morto nel 1223), saltò quando questi si rifiutò di cedere l'incarico di Cancelliere di York nel momento in cui Goffredo decise di darlo a un terzo, Filippo di Poitou (morto il 22 aprile 1208). Alla fine Simone venne eletto dal capitolo senza l'approvazione di Goffredo che si rivolse al papa ed al re approfittando del viaggio del neo-decano in Germania dove doveva incontrare il sovrano. Riccardo comunque si rifiutò di prendere le parti del fratellastro e Simone, una volta riuscito a procurarsi l'appoggio papale, poté tenersi la carica.

## Conflitti ulteriori
Nel 1193 Giovanni Senza Terra si ribellò contro il re e Goffredo e Walter misero da parte le loro divergenze per far fronte alla rivolta in arrivo. Le difese di Doncaster furono fortificate e, messa da parte la cotta clericale con quella di maglia, andò in soccorso di Ugo Puiset che stava assediando il castello di Tickhill. La ribellione venne sedata e Giovanni scappò in Francia prima del ritorno del fratello avvenuto nel 1194 anno in cui Goffredo contrasse un debito considerevole con la corona perché bisognoso di soldi per assicurarsi la nomina ad Alto sceriffo dello Yorkshire. Più tardi, sempre quell'anno, Goffredo e Walter si scontrarono sulla Disputa York-Canterbury per il primato sulla chiesa inglese riaccesa dalla decisione di Walter, eletto arcivescovo di Canterbury il 29 maggio 1193, di portare innanzi a sé la propria croce a rivendicare la supremazia della propria diocesi su quella di ogni altra, al che quando Goffredo ricambiò sia la visita che il gesto. Benché Riccardo non avesse punito il fratellastro (anzi gli restituì delle terre tenute ancora confiscate), premiò Walter nominandolo Gran giustiziere quella stessa estate. La prima azione di Walter fu di inquisire il rivale e di riconfiscargli le proprietà, il sovrano venne messo nuovamente in mezzo e ordinò che le terre venissero restituite, ma Walter non perse l'incarico.
Il gennaio 1195 vide Goffredo convocato dal pontefice che lo voleva a Roma entro il 1º giugno perché rispondesse delle accuse che gli venivano mosse e se non lo avesse fatto gli avrebbe tolto il vescovado. Riccardo però gli proibì di partire e le sue proteste furono ricompensate da una nuova confisca delle sue terre, cosa che lasciava Goffredo scoperto e fu con poca sicurezza che si apprestò ad apparire al concilio, alla presenza di un legato papale, indetto da Walter per il mese di giugno. La sua richiesta, a Celestino III, di dargli tempo fino al 1º novembre ebbe poca efficacia, ed il papa lo sospese dall'incarico di vescovo il 23 dicembre. Questo costrinse Goffredo a partire e, dopo aver ascoltato i suoi accusatori che non portarono prove sostanziali, il papa lo rimise al suo posto l'anno seguente. La sua partenza aveva indispettito Riccardo che, incontratolo in Normandia sulla via del ritorno, gli proibì di amministrare York, perciò Goffredo dovette fare marcia indietro verso Roma. Un ulteriore tentativo di riappacificarsi cadde nel nulla perché uno voleva che i suoi ordini fossero eseguiti e l'altro voleva la certezza che il papa li approvasse. La questione finì il 28 aprile 1199, quando papa Innocenzo III ordinò che a Goffredo fossero restituite le prerogative del suo incarico non appena avesse pagato i debiti contratti con il re e che ogni altra decisione reale relativa alla diocesi sarebbe stata soggetta all'approvazione papale.

## La lotta con Giovanni
La decisione di Innocenzo III giunse pochi giorni dopo l'ascesa al trono di Giovanni d'Inghilterra succeduto a Riccardo che era morto senza figli e sembrò che per un po' la pace potesse regnare a York mentre Goffredo passò diversi mesi con il fratellastro, con il quale era in buoni rapporti. Nel 1200 invece le cose si complicarono quando Goffredo si rifiutò di raccogliere la carucage, una tassa sul terreno, dalle sue proprietà che vennero nuovamente confiscate come ritorsione. I due si riconciliarono ai funerali di Ugo di Lincoln nel mese di novembre e le terre furono restituite, ma il suo persistere nel rifiuto fece cadere la tregua poco tempo dopo e lo stesso accadde pochi mesi dopo, a gennaio del 1201. Oltre alle dispute famigliari dovette affrontarne anche altre interne alla diocesi con le case religiose di Gisborough Priory, Meaux Abbey e dell'Abbazia di Fountains che dovettero avvalersi della mediazione papale per essere risolte.
Goffredo si riconciliò con il fratellastro nel 1206 piegandosi infine a pagare quella tassa, ma l'anno seguente capitanò una protesta dei prelati inglesi per le tasse cui venivano sottoposti e per questo venne mandato in esilio da Giovanni. Nonostante Innocenzo III avesse intimato al re di restituirgli le terre che erano state nuovamente confiscate, Goffredo preferì lasciare il paese per andarsene in Francia, lasciando nei suoi compatrioti l'idea dell'eroe che si era contrapposto al potere regio.
Goffredo morì in esilio, presso Grandomont, in Normandia, il 12 dicembre 1212 e fu sepolto nel convento dell'Ordine di Grandmont, vicino a Rouen, dove viveva da alcuni anni e dove pare che fosse diventato monaco.

## Genealogia episcopale
La genealogia episcopale è:
- Arcivescovo Bartolomeo di Vendôme
- Arcivescovo Goffredo